# Пальмове вино

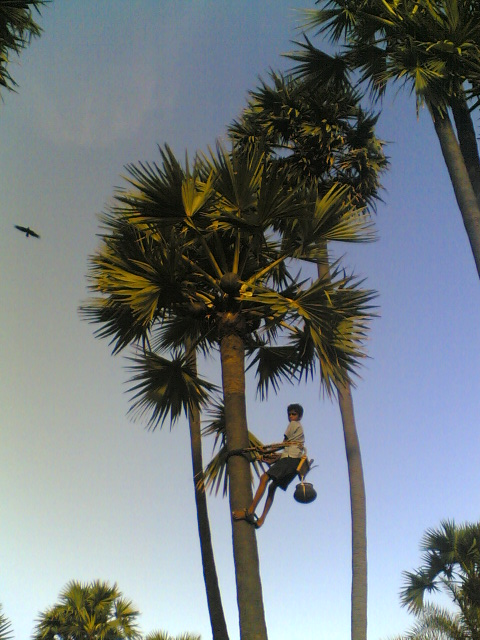
Видобуток сировини для вина

Пальмове вино — алкогольний напій, що одержують за рахунок бродіння соку деяких видів пальм (кокосова пальма, пальмірова пальма, цукрова пальма, винна пальма, тощо.). Напій поширений в Азії та Африці та відомий під різними назвами. Для отримання соку зазвичай зрізають суцвіття пальми та прикріплюють до кінця посудину. Біла рідина, яка спочатку в ній збирається, дуже солодка і не містить алкоголю. Через деякий час вона починає бродити завдяки дріжджовим грибкам, що потрапляють у неї з повітря. 